# سباقات قدرة التحمل
سباق سيارات يمتد لساعات طويلة تتراوح بين 3ساعات متواصلة إلى 24 ساعه متواصلة والغرض من السباق ليس السرعه فقط بل يجب على المنافسين صناعة سيارات تتحمل مدة السباق الطويله ،ويتم تبديل السائقين والاطارات والتزود بالوقود ، ولا يتم تبديل المحرك او اي من القطع الميكانيكية خلال مدة السباق وهناك فئات كثيره من السيارات تشارك في هاذا النوع من السباقات ومن اشهر هذه السباقات لو مان 24 ساعه ونوربرغرينغ 24 ساعه و سبا 24 ساعه ،وكان اول سباق يقام من هذا النوع هو سباق لو مان 24 ساعه في عام 1923 على حلبة دي لا سارث ومدة السباق تعتمد على فئات السيارات وعلى المتسابقين فأغلب سباقات التحمل للهواة تتراوح مدتها بين 3-6 ساعات وبعض سباقات المحترفين تصل إلى 12 ساعه وهناك عدة فئات تشارك في هذا السباق في سباق سبا 24 ساعه ونوربوريغرينغ 24 ساعه تشارك فيه سيارات الGT RACE CAR وفي سباق لو مان 24 ساعه تشارك سيارات السباق الهجينة